# Manuel Pestana Júnior
Manuel Gregório Pestana Júnior (Porto Santo, 16 de Agosto de 1886 — Porto Santo, 19 de Agosto de 1969) foi um advogado, magistrado, publicista e político republicano madeirense que, entre outras funções, foi deputado e Ministro das Finanças de um dos governos da Primeira República Portuguesa. Teve papel relevante na Revolta da Madeira.

## Biografia
Pestana Júnior, nome pelo qual ficou conhecido nas lides políticas, foi filho de Manuel Gregório Pestana, proprietário, e de Maria Carolina de Andrade Pestana, uma família originária da ilha do Porto Santo, onde, alternando com o Funchal, residia por largos períodos.
Fez os seus estudos primários e iniciou os secundários no Funchal, mas, depois de abandonar o Liceu do Funchal, entre 1899 e 1905 foi aluno do Colégio Jesuíta de Campolide, em Lisboa, onde concluiu os estudos secundários.
Em Outubro de 1905 matriculou-se na Universidade de Coimbra, onde se formou em Direito no ano de 1910. Durante a sua estadia em Coimbra aderiu aos ideais republicanos, filiando-se no Partido Republicano Português e participando na Greve Académica de 1907, de que resultou ser processado, julgado e absolvido.
Regressou ao Funchal, cidade onde iniciou a carreira profissional de advogado, mas com o advento da Primeira República Portuguesa a 5 de Outubro de 1910, foi convidado para assumir, logo naquele ano, o lugar de administrador do concelho do Funchal, cargo que exerceu até 1913. Entretanto, em 1911 foi eleito deputado pelo círculo eleitoral do Funchal à Assembleia Constituinte da República, cargo que acumulou com a administração do concelho funchalense.
Em 1913 foi eleito deputado ao Congresso da República, cessando as funções como administrador do concelho e fixando-se em Lisboa. Neste mesmo ano de 1913 foi iniciado na Maçonaria, ingressando na loja Revolta, de Coimbra, com o nome simbólico de Bakunine. Manteve o assento parlamentar, sem interrupções, até 1917.
Entretanto, também desempenhou transitoriamente cargos na magistratura judicial, entre os quais o de juiz de direito do Funchal no ano de 1916.

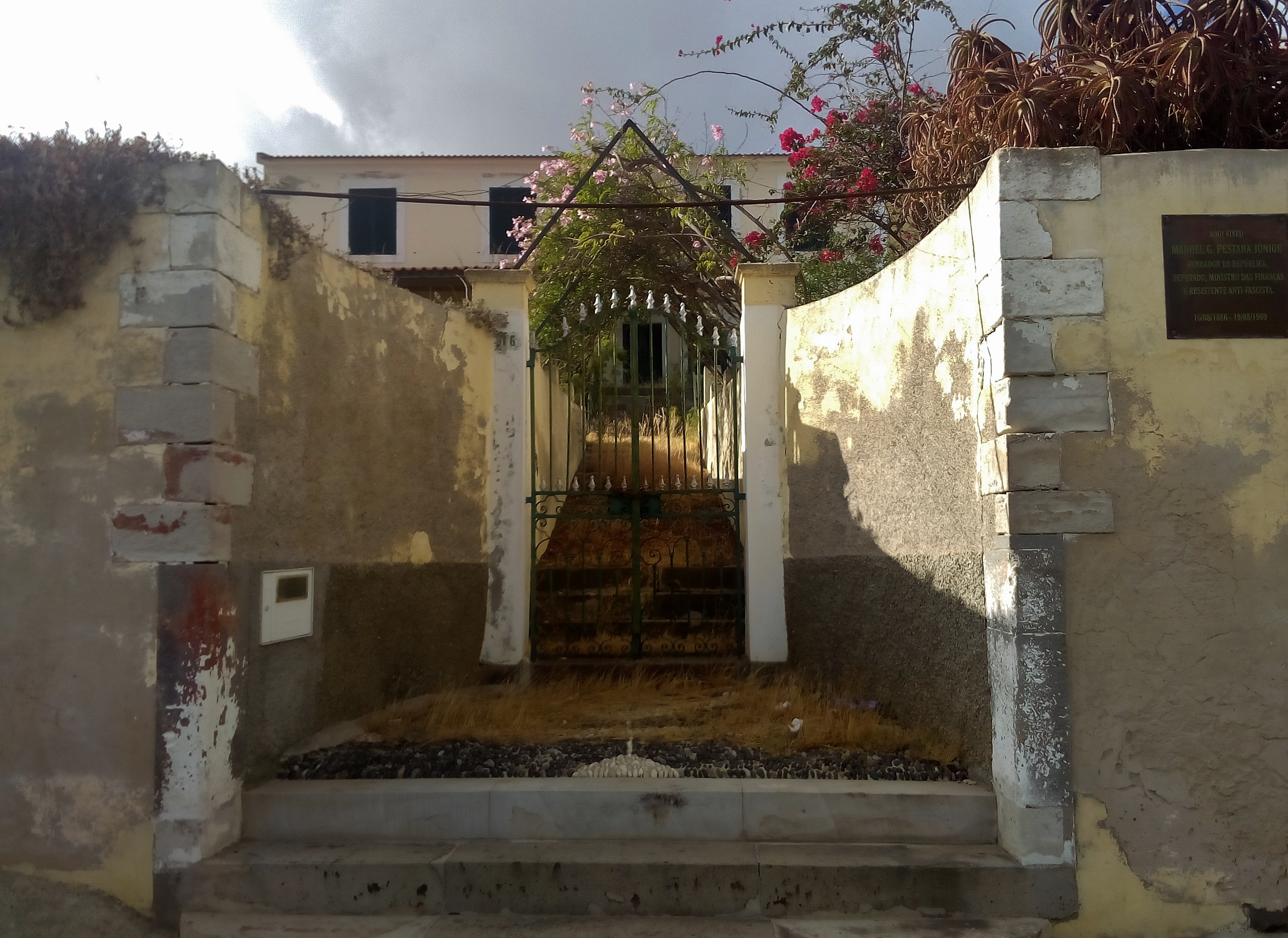
Casa de Manuel Pestana Júnior, no Porto Santo

Voltou a ser eleito deputado, pelo eleitoral de círculo de Lisboa, no ano de 1922, mantendo-se no cargo até ao derrube do regime em 1926.
Integrou o Directório Nacional do Partido Republicano Democrático e desempenhou as funções de Ministro das Finanças entre 22 de Novembro de 1924 e 15 de Fevereiro de 1925, no governo presidido por José Domingues dos Santos. Também foi vereador da Câmara Municipal de Lisboa, representando esta cidade no lugar de honra das Festas da Cidade de Ceuta. 
Em meados de 1925 integrou o grupo de militantes republicanos que fundaram a Esquerda Democrática, partido do qual viria a ser membro do respectivo Directório Nacional.
Com a queda do regime democrático e a instalação da Ditadura Nacional, consequência da do Golpe de 28 de Maio de 1926, fixou residência no Funchal e reiniciou a sua actividade como advogado. Esteve envolvido na Revolta da Madeira, em Março de 1931, o que o levou a ser deportado para o Porto Santo.
Em 1945 foi eleito presidente da delegação da Ordem dos Advogados Portugueses no Funchal.
A par da sua intensa carreira política, Pestana Júnior teve notória actividade na imprensa. Para além de ser sido fundador e director do diário republicano O Radical, diário este que, entre 1912 e 1916, foi o órgão do Partido Republicano Português na Madeira, colaborou no Diário de Notícias da Madeira, no Diário da Madeira e na Revista de Direito. Também foi colaborador do Diário de Notícias, em Lisboa, de O Mundo e de A Luta. 
Publicou ainda vários trabalhos de índole jurídica e política, entre os quais, O problema sacarino da Madeira (1918), Relatório acerca do contrato para o abastecimento de águas da cidade (1913), O reconhecimento do Arquipélago da Madeira – 1421 e 1425 (1920), e Cristóbal Collon ou Symon Palha na História e na Cabala (1928), um estudo histórico sobre a nacionalidade de Cristóvão Colombo, tendo Pestana Júnior sido um dos primeiros a defender a tese da nacionalidade portuguesa de Cristóvão Colombo, como um agente secreto ao serviço de D. João II.
Nunca aceitou quaisquer condecorações por ser Maçon.
Em 2011, na cerimónias comemorativa oficial do 593º aniversário do Achamento da Ilha, Francisco Fernandes, Secretário regional de Educação e Cultura, deu uma palestra intitulada "Manuel Gregório Pestana Júnior - Vida e Obra", e nas comemorações do 25 de Abril de 2018, a Câmara Municipal de Porto Santo homenageia Pestana Júnior.
Casado com Maria Ângela Rego dos Santos Pestana (nascida no Funchal), é pai do Capitão Francisco Pestana, um dos militares presos na cadeia do Aljube por terem feito parte do assalto ao quartel de Beja, e avô do Advogado, professor universitário e político António Garcia Pereira.